# Tylototriton soimalai
Tylototriton soimalai — вид хвостатих земноводних родини саламандрових (Salamandridae). Описаний у 2024 році.

## Назва
Видова назва soimalai відноситься до місцевості Doi Soi Malai, де зібрані типові зразки.

## Поширення
Ендемік Таїланду. Поширений у заповіднику дикої природи Mae Tuen, провінція Так, північно-західний Таїланд.

## Опис
Тіло завдовжки 66 мм, не враховуючи хвоста. Морфологічно відрізняється від своїх родичів поєднанням таких морфологічних ознак: голова довша, ніж широка; морда тупа або усічена; сагітальний виступ на голові вузький, короткий і виразний; дорсолатеральні кісткові виступи на голові виражені та шорсткі; привушні кістки чіткі; хребетний гребінь виступає, широкий і несегментований; 14–16 чітких, округлих та ізольованих ребристих вузликів, але задні вузлики з'єднані; кінчики передніх і задніх кінцівок перекриваються при натисканні вздовж тіла. Колір фону корпусу чорний, а кольорові позначки помаранчеві.